# Back on the Chain Gang
Back on the Chain Gang è un singolo del gruppo musicale The Pretenders, pubblicato nel 1982, quasi due anni prima dell'uscita dell'album Learning to Crawl.
Questa canzone, scritta da Chrissie Hynde, è un tributo a James Honeyman-Scott, il chitarrista dei Pretenders morto nel 1982 all'età di 26 anni per overdose di sostanze stupefacenti. 
Il brano è incluso nella colonna sonora del film Re per una notte (The King of Comedy) uscito nel 1983 e diretto da Martin Scorsese, nonché nell'album Learning to Crawl, terzo disco in studio della band uscito nel 1984.

## Storia e significato
(Chrissie Hynde.)
Chrissie Hynde, il batterista Martin Chambers, il bassista Pete Farndon e Honeyman-Scott avevano pianificato di realizzare il loro terzo album durante la gravidanza di Chrissie, che poi si sarebbe presa una pausa dopo il parto prevvisto per l'inizio del 1983. Ma "la vita", come Hynde disse in un'intervista su Rolling Stone nel 1984, non è mai quello che pensi che sarà.
Infatti, nell'estate del 1982, Hynde fu costretta a licenziare il bassista Farndon che aveva grossi problemi a causa dell'eroina. 
Due giorni dopo, morì Honeyman-Scott dopo aver sofferto di insufficienza cardiaca correlata alla cocaina. 
Questo è stato il primo singolo dei Pretenders con Billy Bremner e Tony Butler, che avevano sostituito Honeyman-Scott e Pete Farndon.
La  "foto" (the picture of you) di cui canta Chrissie Hynde, è una foto che aveva trovato nel portafoglio di Ray Davies, leader della band The Kinks e suo compagno con cui avevano una figlia. La canzone era originariamente su di lui, ma il significato era cambiato dopo che Honeyman-Scott era morto.

## Tracce
- 7"

1. Back on the Chain Gang
2. My City Was Gone

## Formazione
- Chrissie Hynde – voce, cori, chitarra
- Martin Chambers – batteria, cori
- Billy Bremner – chitarra
- Robbie McIntosh - chitarra
- Tony Butler – basso, cori